# راي بروبيكر
راي بروبيكر (بالإنجليزية: Ray Brubaker)‏ هو مدرب كرة القاعدة ‏ أمريكي، ولد في 19 نوفمبر 1892، وتوفي في 1 مايو 1947.

## وصلات خارجية
- راي بروبيكر على موقعبيزبول رفرنس.كوم (الدوري الثانوي) (الإنجليزية)